# Аувстергауле
Аувстергауле (нід. Ouwsterhaule) — село в нідерландській провінції Фрисландія. Входить до муніципалітету Фріске-Маррен.
Його площа становить 2,03 км², а населення станом на 2021 рік складало 85 осіб.
Перша згадка про населений пункт датується 13-им сторіччям.

## Галерея

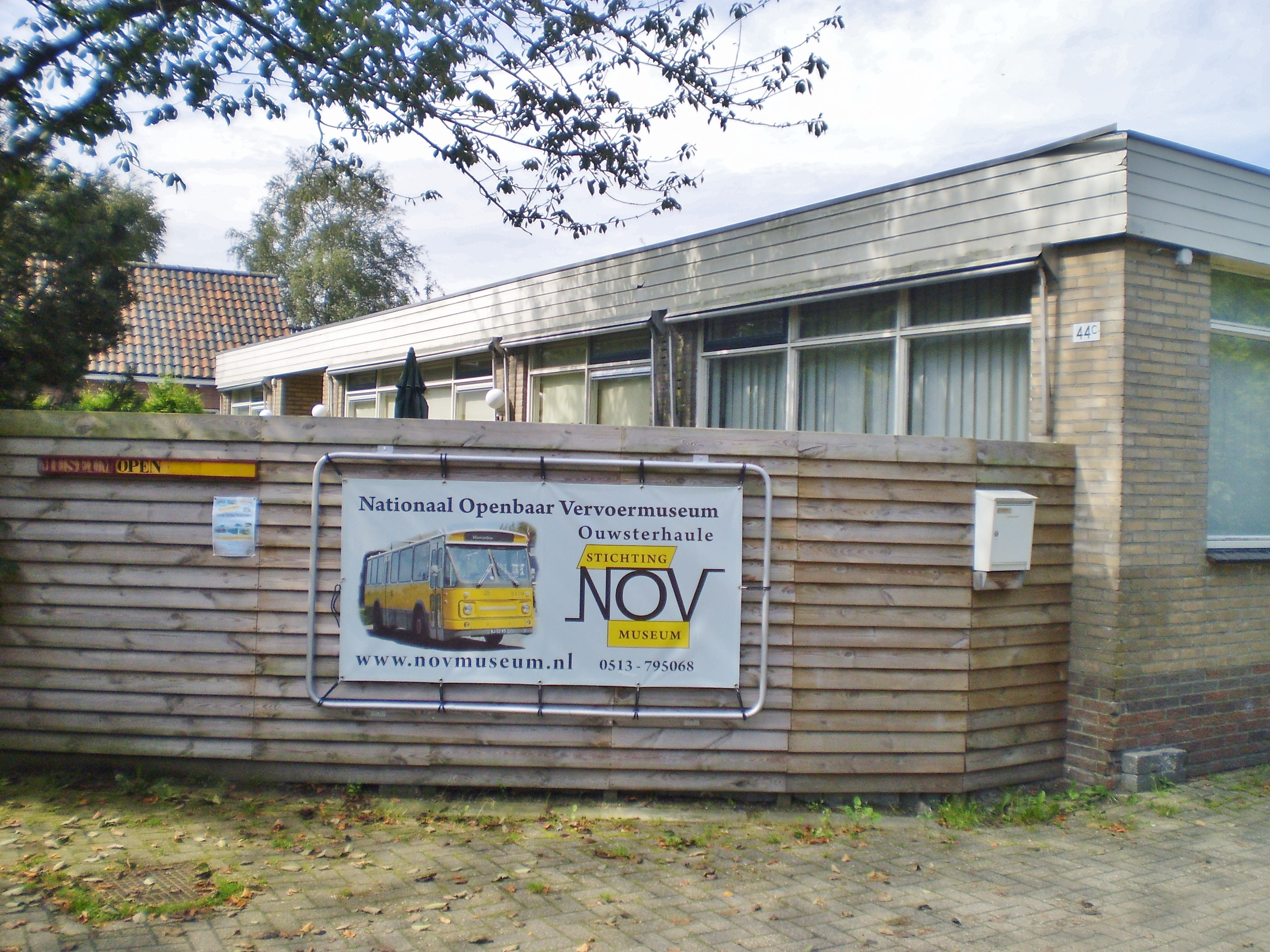
Музей громадського транспорту